# Кооперативная марка

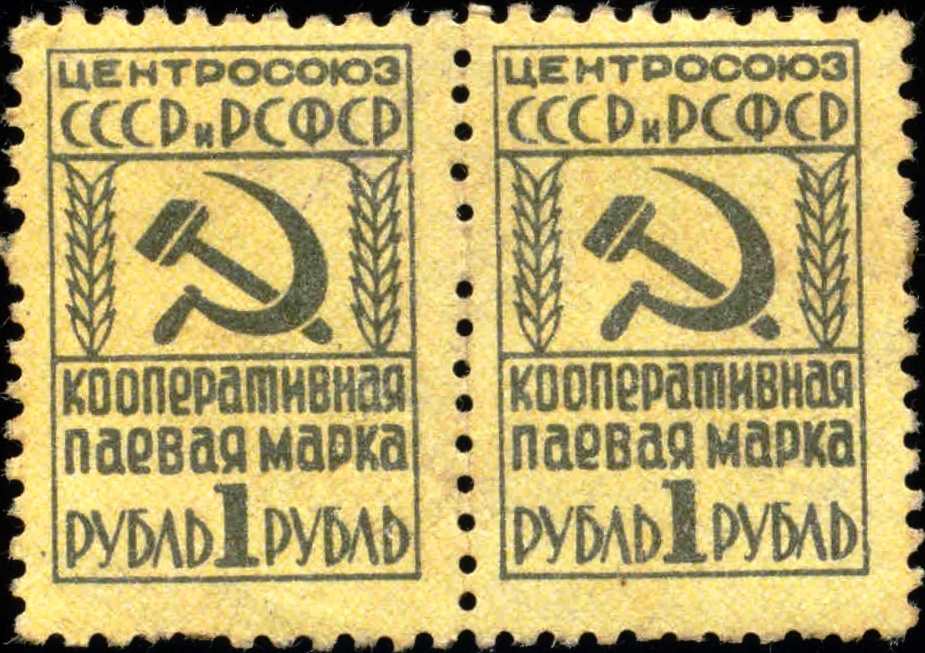
Кооперативная паевая марка Центросоюза СССР и РСФСР (1950-е, 1 рубль)

Кооперати́вные ма́рки — вид кредитных марок, выпускаемых массовыми коллективными объединениями, функционирующими в области производства и обмена, — потребительскими, снабженческо-бытовыми, кредитными и производственными кооперативами, обществами и артелями. По своему экономическому содержанию кооперативные марки относятся к знакам добровольных сборов. В СССР в 1923—1925 и 1930—1931 годах использовались как суррогаты денежного обращения.

## Описание и классификация
Основная часть кооперативных марок — выпуски потребительских кооперативов и обществ. Кооперативные марки — наименее изученная область знаков ревеню.
В зависимости от служебного назначения кооперативные марки подразделяются на следующие основные виды:
- паевые марки (членские, вступительные, авансовые), являвшиеся квитанциями при получении от члена кооператива-пайщика обязательных паевых взносов.
- марки взносов в специальные фонды (капитального строительства, культурный и др.)
- вкладные марки (сберегательные), выполнявшие роль квитанций при приёме кооперативом на сбережение свободных денежных средств членов кооператива
- заборные марки, выдаваемые покупателям товаров в торговых предприятиях кооператива (лавках, магазинах, ларьках и др.). Первоначально, когда в период нэпа существовала частная торговля, заборные марки были средством борьбы с конкурентами. Периодически, чаще всего раз в месяц, заборные марки сдавались покупателями в торговое учреждение кооператива и постоянные покупатели, в зависимости от общей суммы покупок — забора (покупки) товаров, получали премии или различного рода преимущества. Заборные марки могли иметь два вида: отдельные для членов кооператива и отдельные для посторонних покупателей (членский и нечленский забор)
- дивидентские марки. Уставами некоторых кооперативов было предусмотрено распределение части прибыли между пайщиками. Выдаваемые членам кооператива такие марки имели номинал в суммарной стоимости товаров, получаемых в обмен на них
- марки распределения дефицитных товаров и услуг. Применялись в период 1917—1922 годов и с начала экономического кризиса, последовавшего за коллективизацией сельского хозяйства, до отмены карточной системы снабжения населения продуктами питания, последовавшей в 1935 году. Известны случаи использования после 1985 года.
- контрольные, учётные, регистрационные марки — служебные вспомогательные знаки. Чаще всего контрольные марки были частью делимых знаков, остающейся для учёта в делах кооператива.

## История

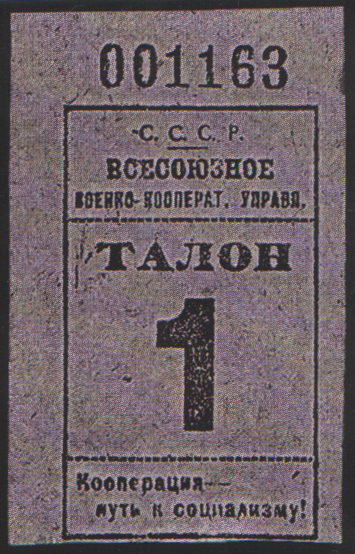
Регистрационный талон Всесоюзного военно-кооперативного управления (1929)

Наиболее ранние выпуски кооперативных марок в Российской империи были произведены в конце XIX века. Массовый выпуск их начался в 1920-е годы и был стимулирован курсом советской администрации на свёртывание нэпа и вытеснение частных предпринимателей из сферы розничной торговли и ремесленного производства. Создавшийся вакуум по мысли властей должны были заполнить кооперативы. Централизованное руководство деятельностью кооперации в стране осуществлялось специально созданными органами управления. В системе потребительской кооперации им был Центросоюз (Центральный союз потребительских обществ СССР), в системе охотничьей промысловой — Союзохотцентр и т. п. Центральным органам подчинялись республиканские и региональные советы кооперации. В середине 1930-х годов большинство потребительских кооперативов в городах и промышленных населённых пунктах были ликвидированы, а их фонды переданы государственной торговле. Одновременно прекращается выпуск локальных кооперативных марок и осуществляется переход на повсеместное использование знаков общегосударственных выпусков.
В 1922—1935 годах в СССР торговля товарами народного потребления в военных городках и воинских формированиях производилась военно-потребительскими обществами. Центральное руководство ими осуществлялось Всесоюзным военно-кооперативным управлением, которому подчинялись военно-кооперативные управления военных округов и военно-морских флотов. Известны знаки выпусков системы ВВКУ, как общегосударственные, так и локальные.
Особенностью конца 1920-х и начала 1930-х годов является широкое применение рулонных марок и локальных контрольных надпечаток на марках общегосударственных выпусков. Рулонные знаки печатались на ленте из тонкой бумаги, имели контрольные номера и были удобны при массовом использовании. Контрольные надпечатки были средством защиты доходов кооперативов от различного рода злоупотреблений, возникающих при хищении марок.
Кроме кооперативных марок различных видов, носивших название выпустившего их учреждения, потребительские общества и кооперативы в своей деятельности использовали также обезличенные знаки рулонного типа, имевшие контрольные номера. Эти знаки огромными тиражами изготовлялись небольшим числом полиграфических предприятий, имевших специальное технологическое оборудование. Печатались они на тонкой бумажной ленте и поставлялись заказчикам в виде компактных рулончиков. Известно применение знаков этого вида в качестве заборных и расчётных марок, кассовых чеков и т. п. После передачи отраслям народного хозяйства и народным комиссариатам торговли основной массы потребительской кооперации городов и промышленных населённых пунктов, оставшиеся неиспользованными запасы рулонных знаков применялись в качестве разного рода талонов и чеков в системах общественного питания и бытового обслуживания.

## Денежные суррогаты кооперации
В 1923—1925 и 1930—1931 годах в СССР в денежном обращении ощущался острый недостаток разменной монеты. Одновременно существовал запрет на выпуск суррогатов денежного обращения, так называемых частных бон. В этих условиях, для обхода административного запрета, в торговых учреждениях потребительских обществ и кооперативов покупателям в виде сдачи давали кооперативные марки. Для этих целей применяли марки, имеющие названия членских, вкладных или не имевших никакого названия. Для соблюдения формальности покупателям сообщали сроки обмена марок на разменную монету. Явление выпуска кооперативами денежных суррогатов было достаточно массовым.